# Béni Saf
Béni Saf är en stad i Algeriet, cirka åtta mil sydväst om Oran. 
Folkmängden uppgår till cirka 40 000 invånare. Staden grundades 1876 som utskeppningshamn för järnmalm, som bryts strax söder om staden. Här produceras även zink, marmor och onyx, och man har omfattande fiske och fiskeindustri.